# مارک گیلن
مارک گیلن (به انگلیسی: Marc Guylaine) یک کشتی است که طول آن ۲۲٫۱۳ متر (۷۲ فوت ۷ اینچ) می‌باشد. این کشتی در سال ۱۹۶۹ ساخته شد.